# Leucochrysa melanocera
Leucochrysa melanocera är en insektsart som först beskrevs av Luisa Eugenia Navas 1916.  Leucochrysa melanocera ingår i släktet Leucochrysa och familjen guldögonsländor. Inga underarter finns listade i Catalogue of Life.